# Gefundene Jahre
Gefundene Jahre (Originaltitel: Random Harvest) ist ein US-amerikanisches Melodram von Mervyn LeRoy aus dem Jahr 1942 mit Ronald Colman und Greer Garson in den Hauptrollen. Als literarische Vorlage diente der gleichnamige Roman von James Hilton. Der Film über die unerschütterliche Liebe einer Frau zu einem an Amnesie leidenden Offizier nach dem Ersten Weltkrieg erhielt seinerzeit sehr gute Kritiken und war in den Vereinigten Staaten einer der größten Kassenhits des Jahres.

## Handlung
Ein britischer Offizier wird während des Ersten Weltkriegs schwer verwundet und leidet seither an Amnesie und Sprachstörungen. Im Sanatorium von Melbridge, einem kleinen englischen Ort, verbringt er unter dem Namen John Smith mehrere Monate und hofft, eines Tages zu erfahren, wer er tatsächlich ist. Als der Krieg 1918 vorbei ist und die Menschen in den Straßen jubeln, gelingt es Smith, die Heilanstalt zum ersten Mal zu verlassen. In einem Tabakladen lernt er die Schauspielerin Paula Ridgeway kennen, die sich umgehend zu dem schüchternen Mann hingezogen fühlt. Sie bringt „Smithy“, wie sie ihn fortan nennt, in ein Pub und lädt ihn zu einer ihrer Shows im Theater ein. Dort erleidet Smithy einen Schwächeanfall und fällt zu Boden. Paula und ihr alter Freund „Biffer“ bringen ihn in ein Zimmer über dem Pub, wo ihn Paula wieder gesund pflegt. Als Paula zu Ohren kommt, dass die Wärter des Sanatoriums weiterhin nach Smithy suchen, beschließt sie, mit ihm Melbridge zu verlassen und nach Devon zu reisen. Dort kommen sie in einer kleinen Herberge unter, und Paula erhält schon bald eine Anstellung als Stenotypistin. Dank ihrer fröhlichen Art blüht Smithy auf und beginnt, Artikel für die Zeitung zu schreiben. Nachdem er seinen ersten Artikel verkauft hat, macht er Paula einen Heiratsantrag. Nach ihrer Hochzeit ziehen sie in ein kleines Häuschen und beginnen ein glückliches Leben zu zweit. Nur ein paar Tage nach der Geburt ihres gemeinsamen Sohnes im November 1920 erhält Smithy ein Telegramm von einer Zeitung in Liverpool, die ihn fest einstellen möchte. Da sich Paula noch zu schwach fühlt, reist Smithy allein nach Liverpool und verspricht ihr, am nächsten Abend wieder zu Hause zu sein.
Als Smithy in der Industriestadt eintrifft, wird er auf dem Weg ins Büro der Zeitung von einem Auto angefahren und er verliert sein Bewusstsein. Als er wieder zu sich kommt, hat er die Erinnerung an die letzten drei Jahre seines Lebens verloren und weiß stattdessen wieder, wer er wirklich ist: Er heißt eigentlich Charles Rainier und ist der vermögende Spross einer einflussreichen Familie. Er kehrt daraufhin nach „Random Hall“, dem Anwesen seiner Familie in London, zurück. Seine Verwandten sind sehr überrascht ihn zu sehen. Lediglich Kitty, die Stieftochter seiner Schwester, freut sich aufrichtig über seine plötzliche Rückkehr. Nun, da Charles sein altes Ich wiederentdeckt hat, nimmt er die Familiengeschäfte in die Hand und steigt im Laufe der Jahre zu einem großen Unternehmer auf. 1932 wird er als „Industriemagnat von England“ in den Zeitungen gepriesen. Trotz seines Erfolgs ist er jedoch nicht glücklich. Es plagt ihn die Ungewissheit über die drei Jahre, an die er sich nicht mehr erinnern kann. Einen Schlüssel, den er in seiner Westentasche nach dem Unfall gefunden hat, trägt er stets bei sich und er hofft, eines Tages herauszufinden, in welches Schloss der Schlüssel passt.
Seit drei Jahren steht ihm seine Privatsekretärin Margaret Hanson loyal zur Seite. Dabei handelt es sich um Paula, die er aufgrund seiner Gedächtnislücke nicht wiedererkennt. Paula hatte sein Bild in der Zeitung gesehen. Da sie befürchtete, Charles würde sie für eine Hochstaplerin halten, die nur hinter seinem Geld her ist, bewarb sie sich als seine Sekretärin unter falschem Namen. Insgeheim hofft sie, dass er früher oder später seine Frau in ihr wiedererkennt. Als Margaret, die sein Kind kurz nach der Geburt verloren hat, erfährt, dass Charles Kitty heiraten will, ist sie entschlossen, Charles die Wahrheit zu sagen. Der Psychiater Dr. Jonathan Benet, der Charles im Sanatorium behandelt hatte und dem sich Margaret bzw. Paula in der Zwischenzeit anvertraut hat, macht ihr jedoch klar, dass Charles von allein Smithy in sich wiederentdecken muss, um wirklich davon überzeugt zu werden. Als Charles kurz vor der Hochzeit ein Déjà-vu erlebt, erkennt Kitty, dass sein Herz noch immer einer anderen Frau gehört, weshalb sie die Hochzeit absagt. Charles geht daraufhin nach Liverpool, um Hinweise auf seine drei verlorenen Jahre zu finden. Margaret folgt ihm und versucht behutsam, jedoch vergeblich, ihm bei seiner Suche zu helfen. Zurück in London startet Charles auch seine politische Karriere. Als er ins Parlament gewählt wird und einsieht, dass er für seine neuen Aufgaben eine Ehefrau an seiner Seite braucht, schlägt er Margaret vor, ihn zu heiraten. Er gibt ihr jedoch sofort zu verstehen, dass er ihr in der Ehe zwar Freundschaft, aber keine Liebe bieten könne. Obwohl Dr. Benet Margaret vor einer solchen Vernunftehe warnt, heiratet sie Charles ein zweites Mal.
Mit Margaret als treuer Gefährtin steigt Charles in der Politik weiter auf und wird schließlich zum Ritter geschlagen. An ihrem dritten Hochzeitstag schenkt er ihr eine teure Halskette. Seine Aufmerksamkeiten und seine Freundschaft sind Margaret jedoch nicht genug. Sie sehnt sich nach ihrem Smithy zurück und entschließt sich, für ein paar Wochen allein zu verreisen. Nachdem Charles sie am Bahnhof verabschiedet hat, erhält er eine Nachricht aus einer seiner Fabriken in Melbridge: Seine Arbeiter sind in den Streik getreten. Dort angekommen, schlichtet er die Streitigkeiten persönlich und ist verblüfft, zu wissen, wo ein Tabakladen zu finden ist, obwohl er meinte, noch nie zuvor in Melbridge gewesen zu sein. Margaret, die in der alten Herberge in Devon die Nacht verbracht hat, erfährt am nächsten Tag von der neuen Inhaberin, dass ein Mann vor wenigen Augenblicken bei ihr nach einem nahegelegenen Cottage gefragt hat. Als Charles beim Cottage eintrifft und sein Schlüssel in das Schloss der Haustür passt, strömen die Erinnerungen auf ihn ein. Als auch Margaret das kleine Landhaus erreicht und er in ihr endlich seine Paula wiedererkennt, fallen sich beide überglücklich in die Arme.

## Hintergrund

### Buchvorlage
Gefundene Jahre basiert auf James Hiltons gleichnamigem Roman von 1941, der sich bereits sechs Wochen nach seiner Veröffentlichung 100.000 Mal verkaufte. Produzent Sidney Franklin sicherte für MGM die Filmrechte für 50.000 Dollar. Der Originaltitel des Buchs, Random Harvest, wurde von einem Kriegsbericht inspiriert: „According to a British Official Report, bombs fell at random.“ (dt.: „Nach einem offiziellen britischen Bericht, fielen die Bomben nach dem Zufallsprinzip.“) Um eine Referenz zum Titel herzustellen, wurde für den Film das Anwesen der Rainiers von „Stourton“ in „Random Hall“ umbenannt. Im Unterschied zum Film enthüllt die Buchvorlage erst in der letzten Zeile der Geschichte, dass Mrs. Rainier und Paula ein und dieselbe Person sind. Im Film, in dem man Greer Garson als Sekretärin Margaret Hanson bzw. Lady Rainier sofort erkennt, war diese Pointe jedoch nicht möglich.
Auch die Zensur in Hollywood, der Production Code, verlangte nach Veränderungen im Drehbuch. So wurde etwa Rainiers erste Frau komplett aus der Filmhandlung gestrichen, um Rainier nicht zum Bigamisten zu machen. Des Weiteren durfte nicht angedeutet werden, dass er und Paula bereits vor der Ehe eventuell eine intime Beziehung pflegten. Trotz der Änderungen an seiner Vorlage war James Hilton von dem Filmprojekt sehr angetan und erklärte sich bereit, die Rolle des Erzählers am Anfang des Films zu übernehmen.

### Besetzung und Dreharbeiten
Regisseur Mervyn LeRoy erzählte später, dass Ronald Colman und Greer Garson „die erste Wahl für ihre Rollen“ gewesen seien. Er meinte gar, dass „die englische Sprache nie schöner auf der Leinwand gesprochen wurde als von diesen beiden“. Greer Garson freute sich besonders, in dem Film mitwirken zu dürfen, gab es ihr doch die Gelegenheit, sowohl mit Ronald Colman, dem Leinwandidol ihrer Jugend, als auch erneut mit Autor James Hilton zusammenzuarbeiten, der die literarische Vorlage für Auf Wiedersehen, Mr. Chips (1939), ihren Debütfilm und Durchbruch in Hollywood, geliefert hatte. Auch ihre Rolle gefiel ihr sehr:

„Einer der Gründe, warum ich es interessant fand, die Paula zu spielen, war, dass ich an sie glaubte. Sie war genauso vielschichtig wie die meisten Menschen auch – sie war die tanzende Schauspielerin, fröhlich und unabhängig; das sympathische Mädchen; die bewundernswerte Ehefrau, die glückliche Mrs. Smith; die effiziente Sekretärin und schließlich die einflussreiche Lady Rainier. Noch wichtiger als diese Vielfalt, die der Rolle soviel Farbe verlieh, war jedoch die Tatsache, dass es sich bei ihrer Charakterisierung um eine feinfühlige Studie über das Herz einer Frau handelte.“

Auch der Umstand mit ihrem Lieblingsregisseur, LeRoy, und ihrem Lieblingskameramann, Joseph Ruttenberg, erneut zusammenarbeiten zu können, machten die Dreharbeiten zu einer schönen Erfahrung für Garson: „Die Paula zu spielen war für mich die pure Freude. Manchmal, wenn ich in einem Film mitspiele, komme ich schrecklich erschöpft nach Hause, doch als ich diese Rolle spielte, beendete ich jeden Tag mit einem Gefühl von Frische und Fröhlichkeit. Das Drehbuch war schön wie eine Sinfonie. Ich habe immer nur gesungen, wenn ich jeden Morgen ins Studio kam. Und das war um 4 Uhr 45!“ Ronald Colman war bereits 1937 in einer Verfilmung eines James-Hilton-Romans aufgetreten – in Columbias In den Fesseln von Shangri-La. Die Geschichte des Charles Rainier in Gefundene Jahre ähnelte stark Colmans eigenem Leben und seinen Erlebnissen während des Ersten Weltkriegs. 1914 wurde er als Britischer Offizier bei der Schlacht von Ypern schwer verletzt, als eine Explosion sein Knie und seinen Knöchel zerschmetterte. Nachdem er einen Orden für Tapferkeit erhalten hatte, wurde er ebenso wie die Figur des Rainier als Invalide aus der Armee entlassen und konnte, wie seine Rolle, seine Verbitterung und Melancholie nur durch stetige Arbeit überwinden – er als Schauspieler und Rainier als Schriftsteller und Unternehmer.
Die Rolle von Rainiers Verlobter Kitty ging an Susan Peters, von der sich Regisseur LeRoy erhoffte, er könne sie zum Star machen, wie er es bereits mit Loretta Young, Ginger Rogers und Lana Turner getan hatte. Mit einer Oscar-Nominierung als Beste Nebendarstellerin in diesem Film schien sie auf dem besten Weg zum großen Star zu sein. 1945 setzte jedoch ein Jagdunfall ihrer Karriere ein abruptes Ende, als ein Schuss aus ihrem ungesicherten Gewehr ihre Wirbelsäule traf und sie fortan hüftabwärts gelähmt war. Sie starb 1952 mit nur 31 Jahren. Kurz nachdem Peters die Rolle der Kitty erhalten hatte, nahm MGM die ebenfalls junge australische Schauspielerin Ann Richards unter Vertrag. Richards sah Garson erstaunlich ähnlich. Da Kittys äußere Ähnlichkeit zu Paula ein wichtiger Aspekt der Handlung war, bereute es Produzent Sidney Franklin, dass er nicht auf Richards gewartet und sie als Kitty besetzt hatte. Doch wollte er ebenso wenig seine Vereinbarung mit Peters wieder rückgängig machen. Stattdessen besetzte er Richards als ein weiteres Familienmitglied der Rainiers.
Wie bereits Garsons vorhergehender Film, Mrs. Miniver (1942), der ebenfalls in England spielt, wurde Gefundene Jahre ausschließlich auf dem Studiogelände von MGM gedreht. Obwohl der Film die Jahre von 1918 bis 1935 umspannt, sind alle Haarfrisuren und Kostüme der beteiligten Schauspielerinnen im Stil der 1940er Jahre gehalten.

### Garsons Tanzeinlage
Den Drehbuchschreibern Claudine West, George Froeschel und Arthur Wimperis fiel es von Anfang an schwer, Greer Garsons Rolle als Showgirl in die Handlung zu integrieren. Im Roman wird die Figur der Paula Ridgeway nur ein einziges Mal auf der Bühne beschrieben. Nach vielen Überlegungen war es am Ende Garson selbst, die vorschlug, im Film eine berühmte Tanzeinlage des schottischen Entertainers Harry Lauder zu dem Lied She’s Ma Daisy vorzuführen. Garson, die sowohl irisches als auch schottisches Blut in sich trug, sagte dazu später: „Die Schotten und Iren tanzen immerzu und ich kam mit ihrem natürlichen Sinn für Rhythmus zur Welt. Es erschien mir als wundervolle Gelegenheit, zu zeigen, dass ich keine steife Puppe bin.“ Als Kostüm wurde ein kurzer Kilt für sie ausgewählt, der dem Leinwandpublikum zum ersten Mal Garsons Beine präsentierte, die in ihren bisherigen Filmen zumeist unter weiten Röcken den Blicken der Zuschauer verborgen geblieben waren. „Wir empfanden es zunächst als Fehler, ihre Beine dem Publikum so zu zeigen. Wir wollten sie nicht so Hollywood-typisch auf der Leinwand präsentieren“, erinnerte sich Produzent Sidney Franklin. „Wir ließen Kilts in drei verschiedenen Längen anfertigen und probierten sie alle aus. Am Ende entschieden wir uns für das Modell in mittlerer Länge.“ Anfangs war Garson wegen ihres neuen Kostüms nervös: „Es war mir etwas peinlich, als ich zum ersten Mal den Kilt anzog. Ich schien nur aus Beinen zu bestehen und ausnahmsweise wünschte ich mir, es wäre ein Reifrock griffbereit gewesen.“
Nach drei Wochen Probe mit den Choreographen Ernst and Maria Matray wurde die Szene auf einer altmodischen Bühne vor etwa 200 Statisten, Presseleuten und neugierigem MGM-Personal gedreht. Garson gestand später: „Als ich mit diesem kurzen Kostüm auf die Bühne hüpfte, fühlte ich mich schrecklich schüchtern und verlegen. Doch dann fingen die Statisten und die Crew an, mir zuzupfeifen, und ich muss sagen, dass ich mich auf einmal sehr geschmeichelt gefühlt habe.“ Als Garson mit ihrer Darbietung fertig war, stimmten die Statisten spontan für sie das Lied For She’s a Jolly Good Fellow an. MGMs Schauspieltrainerin Lillian Burns meinte später, dass diese Tanznummer „genau das“ gewesen sei, „was Greer wirklich machen wollte – was sie wirklich genoss – und zwar ein heiteres Musical“.

## Rezeption

### Veröffentlichung
Der Film wurde am 17. Dezember 1942 in New Yorks Radio City Music Hall uraufgeführt. 1942, als die Vereinigten Staaten das erste vollständige Jahr am Zweiten Weltkrieg teilnahmen, war das Thema des Films über einen durch den Krieg verstörten Mann, der neues Glück durch Frau und Heim findet, besonders aktuell und relevant für das Publikum. Gefundene Jahre fuhr daraufhin ein Rekordeinspielergebnis von 8.147.000 Dollar ein und wurde damit zu einem der größten Hits in der Studiogeschichte von MGM. In der Radio City Music Hall wurde das Melodram insgesamt elf Wochen lang gezeigt. Regisseur LeRoy war überzeugt, dass der Film dort mindestens zehn weitere Wochen hätte laufen können. Filmmogul Nicholas Schenck wollte den Film jedoch unbedingt in allen Loew-Theatern zeigen, weshalb er ihn vorzeitig aus dem Programm der Radio City Music Hall nahm, um die Filmrollen anderen Filmtheatern zukommen zu lassen. Ins Rockefeller Center strömten derart viele Menschen, um den Film zu sehen, dass das Management des Centers den täglichen Spielplan auf sieben Vorstellungen erweiterte, worauf die erste Vorstellung bereits morgens um 7 Uhr 45 lief.
Der Erfolg des Films veranlasste Colman und Garson, ihre Rollen für das Lux Radio Theatre am 31. Januar 1944 und am 19. April 1948 in zwei Hörspielversionen des Films zu wiederholen. 1957 entstand zudem ein indisches Remake unter dem Titel Harano Sur. In Bezug auf die Filme, in denen sie mitgewirkt hatte, bezeichnete Garson Gefundene Jahre später als ihren Lieblingsfilm. Es sei für sie „der schönste Film“ gewesen, den sie „je gedreht habe“ und der ihrer Ansicht nach eine der „großartigsten Liebesgeschichten“ erzähle. Colman war ebenfalls von dem Filmdrama sehr angetan, weshalb er nach einem Umbau sein Haus in Hollywood auf den Namen „Random House“ taufte.

### Kritiken
Die Kritiken fielen für Gefundene Jahre ausgesprochen positiv aus. Vor allem Hauptdarstellerin Greer Garson wurde für ihre Leistung gelobt. Laut Time handle es sich um „eine erstklassige Verfilmung des zweitklassigen Romans von James Hilton“. Der Film zeichne sich in erster Linie durch „eine bewegende Liebesgeschichte“ und „die Enthüllung von Miss Garsons interessanten Beinen“ aus. The Hollywood Reporter befand, dass Greer Garson als „vornehmste und weiblichste Darstellerin unter den Stars“ die Rolle der Paula „auf wundervolle Weise“ gemeistert habe. Es handle sich schlichtweg um „eine perfekte Darbietung einer großartigen Schauspielerin“.
Variety sah in der Leinwandadaption des Hilton-Romans „weit mehr als eine Standardverfilmung“. Ronald Colman biete „eine wunderbare Darstellung“. Doch sei Greer Garson – „bezaubernder und verführerischer wie nie zuvor“ – die „tragende Stütze des Films“. Sie sei in einer „überaus sympathischen Rolle“ zu sehen und stelle Colman damit in den Schatten. Bosley Crowther schwärmte in der New York Times, dass Garson „in jeder Hinsicht das Idealbild einer Frau“ verkörpere und im Film „sogar auf züchtige Weise ihre hübschen Knie zeigen“ dürfe. Ebenso attraktiv habe sich Ronald Colman „als Mann von tadellosem Charakter und mit bemerkenswerter Eleganz“ präsentiert. Regisseur Mervyn LeRoy habe den Film „in behutsamem Tempo mit einem Auge für ergreifende Stimmungen inszeniert“. Hal Erickson vom All Movie Guide wies darauf hin, „dass man unter normalen Umständen keine Minute von Gefundene Jahre glauben würde“. Die „Magie“ aber, die durch die Stars und dank Autor James Hilton entstanden sei, habe „das Unglaubliche in das absolut Glaubwürdige“ transformiert.
Dem Lexikon des internationalen Films zufolge sei der Film „durch effektsichere Regie und überzeugende Schauspieler zum guten Unterhaltungskino“ geworden. Cinema bezeichnete Gefundene Jahre als „effektsicheres Drama“, das mit einer „glänzende[n] Besetzung“ aufwarten könne.

### Auszeichnungen
Bei der Oscarverleihung 1943 war Gefundene Jahre in sieben Kategorien für den Oscar nominiert, ging jedoch am Ende leer aus. In den Kategorien Bester Film, Beste Regie (Mervyn LeRoy), Bestes adaptiertes Drehbuch (George Froeschel, Claudine West, Arthur Wimperis) und Beste Nebendarstellerin (Susan Peters) musste sich das Melodram dem Kriegsdrama Mrs. Miniver geschlagen geben, in dem Greer Garson ebenfalls eine Hauptrolle gespielt hatte und für die Titelrolle den Oscar erhielt. Ihr Leinwandpartner in Gefundene Jahre, Ronald Colman, unterlag James Cagney in der Kategorie Bester Hauptdarsteller. Auch Herbert Stothart konnte sich in der Kategorie Beste Filmmusik ebenso wenig gegen die Konkurrenz durchsetzen wie Cedric Gibbons, Randall Duell, Edwin B. Willis und Jack D. Moore in der Kategorie Bestes Szenenbild.

## Deutsche Fassung
Die deutsche Synchronfassung entstand 1947 bei der Willy-Zeyn-Film in Berlin. Für das Dialogbuch und die Synchronregie war Eugen York zuständig.
| Rolle              | Darsteller        | Synchronsprecher      |
| ------------------ | ----------------- | --------------------- |
| Charles Rainier    | Ronald Colman     | Wolfgang Lukschy      |
| Paula Ridgeway     | Greer Garson      | Lu Säuberlich         |
| Dr. Jonathan Benet | Philip Dorn       | Konrad Wagner         |
| Kitty Chilcet      | Susan Peters      | Catja Görna           |
| Dr. Sims           | Henry Travers     | Erich Dunskus         |
| „Biffer“           | Reginald Owen     | Karl Hellmer          |
| Harrison           | Bramwell Fletcher | Max Eckard            |
| Sam                | Rhys Williams     | Reinhold Bernt        |
| Tabakhändlerin     | Una O’Connor      | Lilli Schoenborn      |
| Butler Sheldon     | Aubrey Mather     | C. W. Burg            |
| Mrs. Deventer      | Margaret Wycherly | Margarete Schön       |
| George Rainier     | Melville Cooper   | Tadzio Kondziella     |
| Mrs. Lloyd         | Elisabeth Risdon  | Magdalena von Nußbaum |